# 콜레라 시대의 사랑 (영화)
《콜레라 시대의 사랑》(Love In The Time Of Cholera)은 미국에서 제작된 마이크 뉴웰 감독의 2007년 드라마, 멜로/로맨스 영화이다. 가브리엘 가르시아 마르케스의 동명의 소설 《콜레라 시대의 사랑》에 기반을 둔다. 하비에르 바르뎀 등이 주연으로 출연하였고 스콧 스타인도프 등이 제작에 참여하였다.

## 출연

### 주연
- 하비에르 바르뎀
- 지오바나 메조기오르노
- 벤자민 브랫

### 조연
- 로라 해링
- 리브 슈라이버
- 지나 버나드 포브스
- 마르셀라 마르
- 후안 엔젤
- 카를로스 듀플랫
- 유나 유가데
- 존 레귀자모
- 알리샤 보라체로
- 페르난다 몬테네그로
- 카타리나 산디노 모레노
- 존 알렉스 토로
- 헥터 엘리존도
- 루브리아 네그라오
- 노엘 숀발트
- 파올라 터베이
- 앤지 세페다
- 알레한드라 보레로
- 패트리시아 캐스타네다
- 아나 크라우디아 타란콘
- 살바토레 배질
- 아드리아나 캔터
- 인드히라 세라노
- 안드레스 파라

## 기타
- 원작자: 가브리엘 가르시아 마르케스
- Line PD: 조시 루드로우
- 공동제작: 브랜틀리 M. 더너웨이
- 미술: 울프 크로에거
- 세트: 엘리 그리프
- 의상: 마릿 알렌
- 배역: 수지 피기스